# 1956-os magyar teniszbajnokság
Az 1956-os magyar teniszbajnokság az ötvenhetedik magyar bajnokság volt. A bajnokságot augusztus 6. és 14. között rendezték meg Budapesten, a Vasas Pasaréti úti sporttelepén.

## Eredmények
| Versenyszám  | Arany                                                       | Arany | Ezüst                                                  | Ezüst | Bronz                                                                                            | Bronz |
| ------------ | ----------------------------------------------------------- | ----- | ------------------------------------------------------ | ----- | ------------------------------------------------------------------------------------------------ | ----- |
| Férfi egyéni | Asbóth József Bp. Bástya                                    |       | Katona Zoltán Bp. Dózsa                                |       | Sikorszky István Bp. VasasFranciszci György Bp. Vasas                                            |       |
| Női egyéni   | Wolfné Peterdy Márta Bp. Vasas                              |       | Lépes Andorné Bp. Vasas                                |       | Ernőházi Lajosné Bp. DózsaVajda Paula Bp. Dózsa                                                  |       |
| Férfi páros  | Asbóth József, Jancsó Antal Bp. Bástya, Bp. Bástya VTSK     |       | Gulyás István, Katona Zoltán Bp. Dózsa                 |       | Prihradny Tamás, Tóth László Bp. Vasas, Bp. Vörös MeteorFehér Kálmán, Sikorszky István Bp. Vasas |       |
| Női páros    | Wolfné Peterdy Márta, Ernőházi Lajosné Bp. Vasas, Bp. Dózsa |       | Bardóczy Klára, Kovács Éva Bp. Bástya, Bp. Bástya VTSK |       | dr. Gallner Ferencné, Vajda Paula Bp. DózsaLépes Andorné, Szörényi Lórántné Bp. Vasas            |       |
| Vegyes páros | Sikorszky István, Wolfné Peterdy Márta Bp. Vasas            |       | Szikszay András, Kovács Éva Bp. Bástya VTSK            |       | Franciszci György, Lépes Andorné Bp. VasasGulyás István, Ernőházi Lajosné Bp. Dózsa              |       |

Megjegyzés: A Tenisz szerint női párosban Wolfné Peterdy Márta párja Erdődi Gyuláné volt.